# Гимнопедия
Гимнопедия (др.-греч. Γυμνοπαιδίαι — «нагие игры») — праздник в Спарте, отмечавшийся в июле в течение 6—10 дней и состоявший из военных плясок, музыкальных и гимнастических упражнений. На праздник съезжалось большое количество гостей со всей Греции.
Учреждение праздника относят к 28-й олимпиаде (668—665 гг. до н. э.). Позднее во время Гимнопедий чествовалась память спартанцев, павших в битве с аргосцами за область Фиреатида (так называемая «Битва чемпионов» — сражение-поединок, в котором 300 спартанцев бились с 300 аргивян за обладание спорной областью Фиреатидой; битва состоялась в середине VI в. до н. э.; см.: Геродот, I.82;).
Праздник был для спартанцев настолько важным, что даже в самых критических обстоятельствах они не отменяли его (см.: Фукидид, V.82; Ксенофонт, Греческая история, VI.4.16; Плутарх, Агесилай, 2.28-29; Платон, Законы, I.633с; Афиней, XIV.30, XV.22).